# Antroponímia japonesa

Yamada Tarō (山田太郎), um típico nome masculino japonês, comparável a João da Silva em português, ou a John Smith, Giovanni Rossi ou Juan Garcia de outras culturas.

Um nome japonês (人名 jinmei) moderno é composto de um apelido de família, ou sobrenome, seguido de um prenome. Assim como os nomes chineses, coreanos, vietnamitas e alguns tailandeses, os nomes japoneses estão de acordo com o sistema de nomes próprios da Ásia oriental .
Os "nomes do meio" não são reconhecidos no Japão; pelo menos no sentido dos nomes ocidentais, nos quais se pode diferenciar claramente prenomes de sobrenomes. Após o nome, pode-se utilizar um sufixo de título de nomes como san, similar a senhor ou senhora, ou sensei, similar a doutor ou professor.
Os nomes japoneses são geralmente escritos em kanji (caracteres ideográficos). Os kanjis para um nome podem ter várias pronúncias.
Sobrenomes comuns no Japão incluem Aoki (青木), Satō (佐藤), Katō (加藤), Suzuki (鈴木) e Takahashi (高橋). De acordo com estimativas, existem pelo menos 100.000 diferentes sobrenomes em uso atualmente no Japão. Os sobrenomes aparecem com certa frequência em diferentes regiões; por exemplo, os nomes Chinen (知念), Higa (比嘉) e Shimabukuro (島袋) são comuns em Okinawa mas não em outras partes do Japão. Muitos nomes de famílias japonesas derivam do ambiente rural; por exemplo, Ishikawa (石川) composto pela justaposição das palavras rocha e rio, Yamamoto (山本) composto por base e montanha e Inoue (井上) composto por em cima e poço.
Os nomes próprios são muito mais diversos na pronúncia e no uso de caracteres. Nomes masculinos muitas vezes terminam em -rō (郎 "filho", mas também 朗 "claro, brilhante") ou -ta (太 "grande") ou contêm ichi (一 "primeiro [filho]"), kazu (também escrito com 一 "primeiro [filho]", juntamente com vários outros possíveis caracteres), ji (二 "segundo [filho]" ou 次 "próximo"), ou dai (大 "grande") enquanto nomes femininos muitas vezes terminam em -ko (子 "criança") ou -mi (美 "bonita"). (Desde 1980, a popularidade de nomes femininos terminados em -ko caiu vertinosamente para nomes de bebês e algumas mulheres retiram o -ko quando se tornam adultas.) Outras populares terminações para nomes femininos incluem -ka (香 "essência, perfume" ou 花 / 華 "flor" etc) e -na (奈).

## Estrutura
Estruturalmente, os nomes japoneses são simples comparados com nomes em muitas outras culturas. Todo japonês ou japonesa tem um sobrenome e um nome próprio, sem um segundo nome ou nome do meio, excetuando-se os membros da Família Imperial que não possuem um sobrenome. O nome próprio em japonês é chamado "namae" (名前 namae) ou "nome de baixo" (下の名前 shita no namae). O sobrenome é chamado myōji (苗字 ou 名字) uji (氏) ou sei (姓).  Quando escrito em japonês, o sobrenome precede o nome próprio.
Historicamente, myōji, uji e sei tinham diferentes significados. Os sobrenomes sei eram originalmente sobrenomes matrilineares. Mais tarde passaram a ser exclusivamente atribuídos pelo imperador. Há relativamente poucos sobrenomes sei, e muitas famílias nobres traçam a sua linhagem a partir destes sei, ou a famílias muito próximas dos portadores. Uji era usado para designar os sobrenomes patrilineares, mas o seu significado fundiu-se com myōji, por volta da mesma altura em que sei perdeu o seu significado matrilinear. Myōji era simplesmente o que uma família decidia chamar-se a si própria, em oposição a sei que era atribuído pelo imperador.
Enquanto isto é passado linearmente, uma pessoa tem um certo grau de liberdade em trocar o "myōji" de outro. Ver também Kabane.
Existem alguns poucos nomes que podem ser utilizados tanto como sobrenomes como nomes próprios. (Por exemplo Mayumi 真弓, Kaneko 金子, Masuko 益子 ou Arata 新).
No entanto, para os que estão familiarizados com nomes japoneses, é bastante evidente qual é o sobrenome e qual é o prenome, independentemente da ordem em que são apresentados.
Alguns sobrenomes comuns e nomes próprios podem coincidir quando romanizados: e.g., Maki (真紀, 麻紀, or 真樹) (prenome) e Maki (槇, 牧, or
薪) (sobrenome).

## Caracteres
Os nomes japoneses são escritos geralmente em kanji (ideogramas) apesar de alguns nomes utilizarem hiragana ou até mesmo katakana, ou uma mistura de kanji e kana.  Enquanto a maioria dos nomes "tradicionais" utilizam leitura de kanji kun'yomi (japonês nativo), um grande número de nomes próprios e sobrenomes também utilizam a leitura de kanji on'yomi (baseado no chinês).
Muitos outros nomes são lidos especificamente como nomes (nanori), como o nome feminino Nozomi (希). A maior parte dos nomes se compõem de um ou dois kanjis; alguns são compostos por três caracteres, como Sasaki (佐々木), Igarashi (五十嵐), Shoji (東海林), Gushiken (具志堅), Yosano (与謝野) e Kindaichi (金田一); uns poucos sobrenomes são compostos por quatro kanjis como Teshigawara (勅使河原), Kutaragi (久多良木) e Kadenokoji (勘解由小路).
Os nomes próprios femininos geralmente terminam com a sílaba ko, escrita com o kanji que significa "filha" (子). Isto era habitual até a década de 1980, mas na prática isto continua até os dias de hoje. Os nomes próprios masculinos ocasionalmente terminam com a sílaba ko, mas é muito raro que o façam com o kanji 子; se um nome masculino termina em ko na realidade termina em hiko, empregando o kanji 彦).
Os nomes masculinos geralmente terminam em -shi ou -o; sendo que os nomes que terminam em -shi são na maioria verbos. Por exemplo, Atsushi. Antigamente (antes da Segunda Guerra Mundial), os nomes femininos escritos em katakana eram comuns, mas esta tendência parece ter perdido motivação. Os nomes femininos escritos em hiragana são bastante frequentes. Nomes masculinos escritos en kana, especialmente em hiragana, têm sido historicamente raros. Isto se deve em parte devido à escrita em hiragana ter conotação feminina: no Japão medieval, as mulheres comumente não aprendiam a escrever kanji e só empregavam o silabário hiragana.
Uma grande parte dos sobrenomes pode ser categorizada em sobrenomes com -tō. O kanji 藤, cujo significado é glicínia, tem como on'yomi a sílaba -tō (ou com rendaku, -dō). Muitas pessoas no Japão têm sobrenomes que contam com esse kanji como segundo caracter. Isto se deve ao fato do clã Fujiwara (藤原家) ter dado a seus samurais sobrenomes que terminavam com o primeiro kanji do sobrenome do clã para dar a conhecer sua posição social em uma época em que os plebeus não podiam ter sobrenomes. Exemplos desses sobrenomes são Atō, Andō, Itō (se bem que também é comum o uso de outro kanji no final), Udō, Etō, Endō, Gotō, Katō, Kitō, Kudō, Kondō, Saitō, Satō, Shindō, Sudō, Naitō, Bitō e Mutō.

### Dificuldades na leitura de nomes
Um nome escrito em kanji pode ter mais de uma pronúncia, mas só uma delas é correta para um determinado indivíduo. De modo inverso, um nome pode ser representado com muitos kanjis diferentes, mas, novamente, só uma delas é correta para um determinado indivíduo. Por exemplo, o kanji 一, quando usado em nomes próprios masculinos, se emprega como a forma escrita de Hajime, Ichi, Kazu, Hitoshi e outros mais. O nome Hajime se pode escrever também com os kanjis 始, 治, 初 e muitos outros.
Esta maneira muitos para muitos entre a maneira de pronunciar um nome e a maneira como se escreve faz com que a transliteração de nomes para a escrita alfabética seja bastante difícil. Por este motivo, os formulários e documentos japoneses sempre contam com espaços entre linhas para escrever a pronúncia correta do kanji usando o silabário hiragana ou katakana e, em particular, a pronúncia do nome próprio.
Um exemplo disto é o sobrenome Saitō. Se bem que há mais de 100 caracteres que se leem como sai e mais de 200 que se leem como tō, somente quatro destes sai podem ser empregados para um sobrenome. 
O problema está em que cada um destes caracteres tem um significado diferente: o sai de oito traços (斉) significa "juntos" ou "paralelo", o sai de 11 traços (斎) significa "purificar".
Para muitos japoneses, a escrita do nome tem um caráter idiossincrático. As pessoas "sentem" o nome tanto pela forma particular em que ele é escrito quanto pela maneira com que ele é pronunciado.

## Nomes de outros grupos étnicos no Japão
Muitas minorias étnicas que emigraram para o Japão após a Segunda Guerra Mundial, principalmente coreanos e chineses, adotam nomes japoneses para facilitar as comunicações e também como uma maneira de evitar serem discriminados. A origem desse costume remonta à política da era colonial que permitiu a muitos coreanos trocar seus nomes para nomes japoneses. Uns poucos mantêm seus nomes na língua materna. Entre eles, Chang Woo Han, fundador e presidente de Maruhan Corp., uma enorme cadeia de pachinko no Japão.
Há que se considerar que a obtenção da cidadania japonesa requer o uso de um nome japonês. Nas últimas décadas o governo tem permitido a alguns indivíduos simplesmente adotar versões em katakana de seus nomes quando postulam a cidadania. O membro do parlamento Tsurunen Marutei (ツルネン マルテイ), chamava-se Martei Turunen. Outras pessoas transliteram seus nomes foneticamente para o silabário japonês e depois compõem um nome em kanji como David Aldwinckle, que se converteu em Arudou Debito (有道 出人). Há inclusive aqueles que decidiram adotar nomes japoneses tradicionais, como Lafcadio Hearn, que empregava o nome de Koizumi Yakumo (小泉 八雲). -À sua época, para obter cidadania japonesa se exigia ser adotado por uma família japonesa (no caso Hearn, a de sua esposa) e tomar seu sobrenome.
O romaji não é utilizado em documentos oficiais do Japão, sendo adotado apenas para elaboração de versões internacionais de documentos oficiais.
Aqueles indivíduos nascidos no exterior, com um nome ocidental e sobrenome japonês (no caso, Nikkeis), recebem um nome que é escrito em katakana. Por exemplo, Eric Shinseki é referido como エリック シンセキ (Erikku Shinseki). Porém nem sempre é assim. Pais japoneses podem ter preferência pela precedência do sobrenome antes do nome e também pela adoção de nomes em kanjis, especialmente se o filho já tiver um nome japonês.
Desde 2001, existe uma restrição à adoção de nomes que iniciam com o caracter "v" em nomes pessoais, a menos que um de seus pais seja de origem estrangeira. O silabário japonês não contempla as sílabas va, ve, vi, vo e vu do português, tendo o ba, bi, bu, be e bo dos kanas como suas melhores aproximações. Na romanização, a (re)transliteração do nome japonês nomes como Vanda (バンダ) e Viviane (ビビアネ) seriam escritos como Banda e Bibiane.
Os sistemas internacionais ISO 3602 estrito e ISO 3602 são homologações dos sistemas de transliteração Nihon-shiki e Kunrei-shiki, respectivamente, para transliteração em escrita kana usados no Japão, mas que são desrecomendados pela representação oficial no Brasil para efeito de transliteração de nomes pessoais.

## Transliteração (ou romanização) de nomes japoneses
Houve e há vários sistemas de transliteração do japonês para o alfabeto romano. Alguns são usados exclusivamente no Japão, mas o sistema Hepburn, desenvolvido pelo reverendo James Curtis Hepburn, é um sistema adotado também no Japão para romanizar nomes em passaportes e em outras situações que envolvem relações com estrangeiros como sinais de trânsito, avisos e informações.
No Brasil, o sistema Hepburn costuma ser adotado quando se elabora dicionários japonês-português quando não há maiores preocupações com a fidelidade da pronúncia. Já a transliteração de nomes japoneses pode ser feita em convenção Hepburn seguindo uma sugestão da representação oficial do governo japonês.
O jornal O Estado de S. Paulo provavelmente adota o sistema Hepburn indiretamente quando reproduz os nomes japoneses distribuídos pelas agências de notícias internacionais. Para este jornal já há muitas palavras japonesas comuns que se escrevem na forma aportuguesada, como saquê, quimono e camicase, mas Tóquio é o único topônimo aportuguesado pela redação do jornal.
Uma transliteração baseada na fonética e acentuada de acordo com as normas gramaticais é uma recomendação nativa fundamental e é a que prevalece na ausência de um sistema oficial de transliteração, mas uma versão romanizada de nomes japoneses, tendo por base a pronúncia, gera muitas versões fonéticas e pouca redundância. Para maior uniformidade o recomendável é que a transliteração continue baseando na pronúncia escrita em japonês (furigana) em katakana ou hiragana e se utilize preferencialmente o sistema de transliteração Hepburn que foi criado para transliterar o japonês para ocidentais, mas sem perder de vista a ocorrência de eventuais transgressões gramaticais e infidelidades fonéticas.
No sistema Hepburn, as consoantes têm pronúncia inglesa e as vogais pronúncia latina. Uma conveniência do sistema está no h que é aspirado no inglês e a ausência de sinais de acentuação que melhor representam a tonicidade (ou a não tonicidade) das palavras japonesas; alguns inconvenientes estão nos dígrafos chi que em português é mais similar ao shi do que ti, e nos dígrafos ge e gi que, no Japão, são sempre pronunciados como gue ou gui do português.
Assim, Shigueru soa melhor em português do que Shigeru em Hepburn; Mitiko soa melhor que Michiko; e assim costuma ser feito no Brasil.